# Nagari Aia Manggih
Nagari Aia Manggih is een bestuurslaag in het regentschap Pasaman van de provincie West-Sumatra, Indonesië. Nagari Aia Manggih telt 10.685 inwoners (volkstelling 2010).